# Překážka (skateboarding)
Překážkou ve skateboardingu se myslí nějaký objekt (zpravidla zábradlí (rail) nebo bedna (box, grindbox)), po kterém se dá jezdit, grindovat nebo slidovat. Z dalších překážek třeba schody (slova „čtyřky“, „osmičky“, popř. „desítky“ atd. označují počet schodů), bank (v podstatě rovná nakloněná rovina) nebo radius který připomíná vlnu.Pole jam (ohnutá tyč trčící ze země). Po překážkách existuje ještě kategorie rampy do kterých patří např. minirampa či vertikální rampa - obě ve tvaru U.